# Sikkim-Mannsschild
Das Sikkim-Mannsschild (Androsace strigillosa) ist eine Pflanzenart aus der Gattung Mannsschild (Androsace) innerhalb der Familie der Primelgewächse (Primulaceae).

## Beschreibung

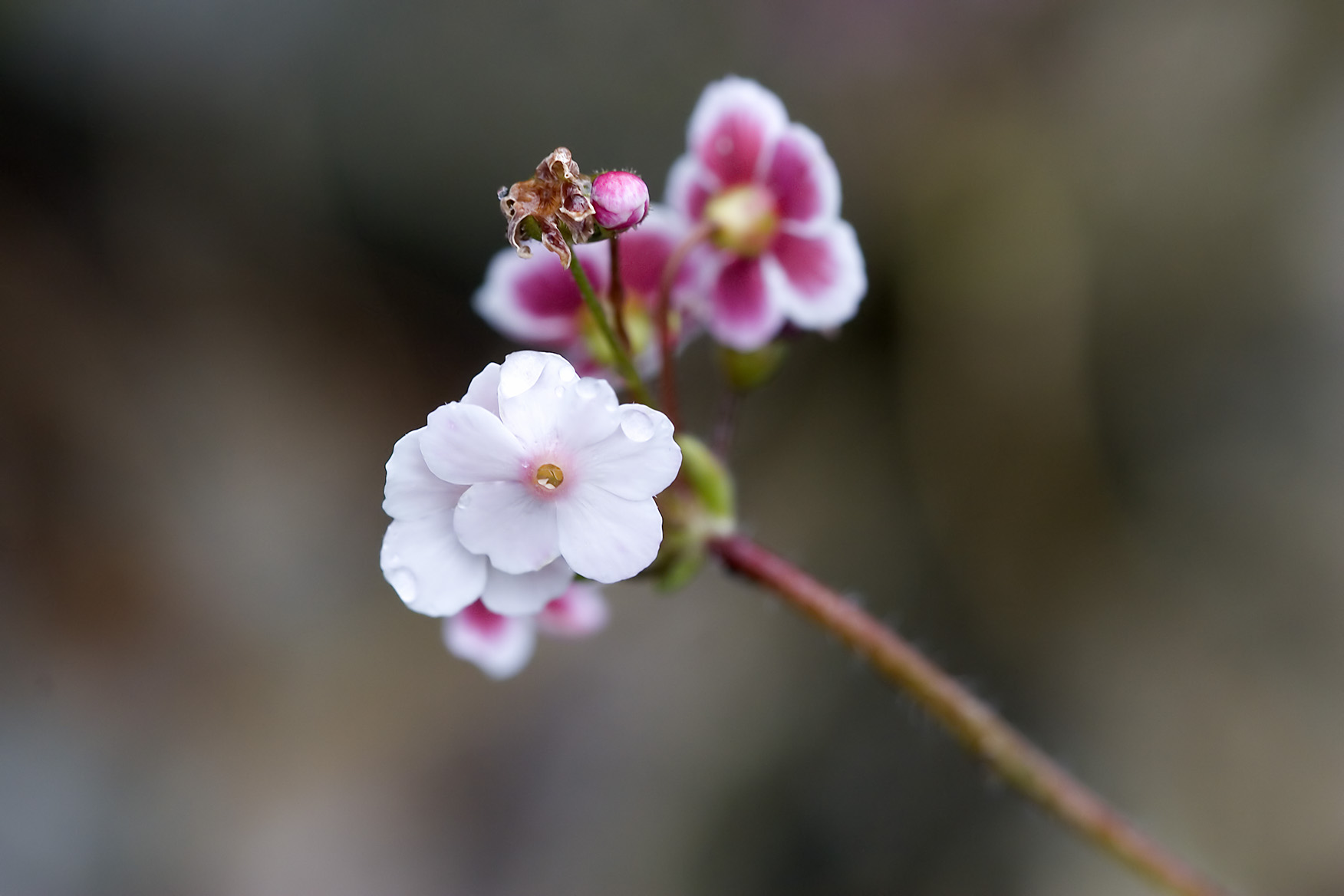
Blütenstand

### Vegetative Merkmale
Das Sikkim-Mannsschild ist eine ausdauernde krautige Pflanze, die Wuchshöhen von 10 bis zu 40 Zentimetern erreicht. Sie bildet meist keine Ausläufer. Durch dünne oder gedrungene Rhizome, an denen sich viele verwelkte Blattreste befinden, werden Polster gebildet.
Es gibt drei unterschiedliche Formen von Laubblättern, dies wird als trimorph = dreigestaltig bezeichnet. Die äußeren Laubblätter verwelken früh und sind bei einer Länge von 6 bis 9 Millimetern sowie einer Breite von 3 bis 4 Millimetern eiförmig bis dreieckig-lanzettlich und mehr oder weniger am oberen Ende flaumig behaart. Die mittleren Laubblätter sind sitzend und ihre krautige Blattspreite ist bei einer Länge von 6 bis 15 Millimetern sowie einer Breite von 1,5 bis 2,5 Millimetern zungenförmig bis verkehrt-lanzettlich und fein-zottig behaart. Die inneren Laubblätter sind in Blattstiel und -spreite gegliedert. Ihr Blattstiel ist schmal geflügelt und etwa so lang oder wenig länger als die Blattspreite. Ihre Blattspreite ist bei einer Länge von selten 2,5 bis, meist 5 bis 16 Zentimetern sowie einer Breite von 1 bis 3,5 Zentimetern elliptisch bis eiförmig-elliptisch oder verkehrt-eiförmig-verkehrt-lanzettlich mit mehr oder weniger abrupt verschmälerter Spreitenbasis und spitzem bis fast stumpfen, bespitztem oberen Ende; ihre Blattfläche ist fein oder striegelig behaart.

### Generative Merkmale
Die Blütezeit liegt im Juni. Jede Blattrosette bildet nur einen Blütenstand. Der spärlich fein behaarte Blütenstandsschaft ist 10 bis zu 40 Zentimeter lang. Der doldenförmige Blütenstand enthält viele (drei bis zwanzig) Blüten. Die flaumig behaarten Tragblätter sind bei einer Länge von 2 bis 5 Millimetern eiförmig bis lanzettlich. Die Blütenstiele verlängern sich bis zur Fruchtreife, sind 1 bis 5 Zentimeter lang und mit winzigen Drüsenhaaren spärlich behaart.
Die zwittrige Blüte ist radiärsymmetrisch und fünfzählig mit doppelter Blütenhülle. Die fünf Kelchblätter sind auf 2/3 ihrer Länge verwachsen und der 3,5 bis 4 Millimeter hohe Blütenkelch ist spärlich flaumig behaart; die fünf Kelchlappen sind eiförmig bis eiförmig-dreieckig mit stumpfem bis fast spitzem oberen Ende und winzig bewimpert. Die weiße oder rosafarbene bis tief-rote Blütenkrone besitzt einen Durchmesser von 6 bis 9 Millimetern und die fünf bei einer Länge von 1 bis 3 Millimetern sowie einer Breite von 1 bis 3, selten bis zu 4 Millimetern breit verkehrt-eiförmigen Kronlappen besitzen einen fast glatten Rand. In der Blütenkrone ist ein gelbes oder dunkel-rotes Auge erkennbar. Die fünf Staubblätter überragen die Kronröhre nicht, sind in der Kronröhre inseriert und die Staubfäden sind nur kurz. Der Griffel ist kurz.
Die Kapselfrucht ist bei einer Länge von 5 bis 6 Millimetern eiförmig.
Die Chromosomengrundzahl beträgt x = 10; es liegt Diploidie mit einer Chromosomenzahl von 2n = 20 vor.

## Vorkommen
Der Sikkim-Mannsschild kommt in Bhutan, Nepal, Sikkim und im zentralen bis südöstlichen Tibet vor. Er gedeiht auf feuchten Wiesen, in Lärchenwäldern und in Gebüschen. In Tibet gedeiht er in Höhenlagen von 3000 bis 4200 Metern.

## Taxonomie
Die Erstbeschreibung von Androsace strigillosa erfolgte 1885 durch Adrien René Franchet in Bulletin de la Société Botanique de France, Band 32, Seite 10–11. Synonyme für Androsace strigillosa Franch. sind Androsace sarmentosa var. grandifolia Hook. f., Androsace strigillosa var. canescens C.Marquand.

## Nutzung
Das Sikkim-Mannsschild wird selten als Zierpflanze in Steingärten und Alpinenhäuser genutzt.